# 연습곡 Op. 10, 4번 (쇼팽)

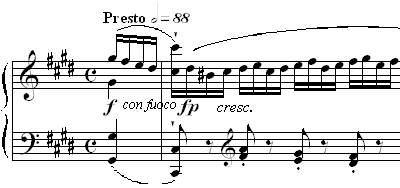
쇼팽 연습곡 Op. 10의 4번의 첫 마디

쇼팽의 연습곡 Op. 10, 4번(Étude Op. 10, No. 4)은 프레데리크 쇼팽이 1830년에 작곡하여 1833년에 프랑스, 독일과 영국 등지에서 첫 출판되었다. 대한민국에서 이 곡은 '추격'으로, 영어권에서는 'Torrent'라고 별칭을 쓰기도 한다. 빠르기는 '프레스토(Presto)'로 매우 빠른 편이며 오른손은 16분음표로 이루어지고 왼손도 대부분이 16분음표로 이루어져 곡의 빠른 전개를 필요로 해 지시된 빠르기로 정확하게 치기가 매우 힘든 곡이다. 따라서 이 곡은 쇼팽의 연습곡 중 어려운 곡에 속한다. 이 곡의 특징은 크레셴도와 포르테, 포르티시모, 스포르찬도와 악센트 표시는 매우 많은 반면, 디미누엔도의 표기는 거의 찾아보기 힘들다.